# Johannes Eggert
Johannes Eggert (* 10. Februar 1898 in Bublitz, Provinz Pommern; † 15. Februar 1937 in Berlin-Plötzensee) war ein deutscher kommunistischer Widerstandskämpfer gegen den Nationalsozialismus.

## Leben
Eggert stammte aus der Kleinstadt Bublitz in Hinterpommern. Nach Abschluss seiner Schulausbildung wurde er Metallarbeiter, später kaufmännischer Angestellter. Er nahm als Soldat am Ersten Weltkrieg teil und gehörte Ende des Jahres 1918 einem Soldatenrat an. Im Jahre 1919 trat er in die Kommunistische Partei Deutschlands (KPD) ein. Im Jahre 1921 beteiligte er sich an einem Aufruhr von Landarbeitern gegen Großgrundbesitzer in Pommern. Dafür wurde er 1922 wegen schweren Raubes zu sechs Jahren Zuchthaus verurteilt. Ein Jahr später gelang es ihm zu fliehen und lebte seither illegal unter dem Namen „Hans Simke“. In Königsberg wurde er politischer Leiter des Rotfrontkämpferbundes (RFB) und gehörte auch zu dessen Reichsleitung.
Im Jahre 1933 emigrierte er in die Sowjetunion, kam aber bereits 1934 wieder zurück und wurde erster Berater und Instrukteur des Zentralkomitees der KPD in Sachsen. Am 25. Januar 1935 wurde er in Leipzig von der Gestapo verhaftet. Gegen ihn verhandelte der Volksgerichtshof und verurteilte ihn am 25. August 1936 zum Tode. Johannes Eggert wurde in das Zuchthaus von Berlin-Plötzensee verbracht. Am Tag vor seiner Hinrichtung schrieb er in seinem Abschiedsbrief an seine Ehefrau, dass er gefasst in den Tod gehe und dass er auch von ihr erwarte, aufrecht ihre Menschenpflicht zu erfüllen. In Plötzensee wurde er am 25. Februar 1937 mit dem Fallbeil hingerichtet.
Johannes Eggert war verheiratet mit Luzie Jaworski (1902–1985), die von 1933 bis 1945 in der UdSSR lebte und 1946 in die Sowjetische Besatzungszone (SBZ) Deutschlands zurückkehrte. Sie war Angestellte im Ministerium für Auswärtige Angelegenheiten der DDR.